# Michael Georg Hundshag
Michael Georg Hundshag (geboren vor 1706; gestorben im 18. Jahrhundert) war ein deutscher Goldschmied aus Ulm. 
Er war der Sohn des Goldschmiedes Heinrich Leonhard Hundshag, bei dem er von 1706 bis 1710 in die Lehre ging. Bei ihm ging Theodor Kindervatter von 1736 bis 1740 in die Lehre, Johann Martin Niederegger von 1744 bis 1748.
Ihm wird die Meistermarke aus seinen Initialen MG über H zugeschrieben, die sich über dem Beschauzeichen der Stadt Ulm und der Jahreszahl 1742 auf einem Ziborium aus Silber fand. Dieses Gefäß befindet sich in der Kirche in Merklingen im Alb-Donau-Kreis.